# Rarotonga
Ne doit pas être confondu avec Tonga.
 (avril 2018).
Si vous disposez d'ouvrages ou d'articles de référence ou si vous connaissez des sites web de qualité traitant du thème abordé ici, merci de compléter l'article en donnant les références utiles à sa vérifiabilité et en les liant à la section « Notes et références ».
Rarotonga (API : /rarotoŋa/ ) est la plus grande des îles Cook avec près de 31 kilomètres de circonférence. D'origine volcanique, l'île culmine au pic Te Manga (653 mètres). Elle se situe à 198 km à l'ouest-nord-ouest de Mangaia, à 1 067 km à l'est-sud-est de Niue et à 1 133 km à l'ouest-sud-ouest de Tahiti.
L'île regroupe plus de la moitié de la population des îles Cook avec plus de 14 000 habitants. Ce chiffre semble se stabiliser alors que les autres iles continuent de voir leur population diminuer. Son économie repose en grande partie sur le tourisme et les transferts d'argent des émigrés vivant en Nouvelle-Zélande et en Australie. L'agriculture continue d'y jouer néanmoins un rôle localement prépondérant : taros, fruits exotiques, élevage porcin.
En dehors de l'anglais largement répandu pour s'adresser aux popa'a (les « blancs »), le maori reste la principale langue véhiculaire de l'île.
Avarua, capitale et ville la plus peuplée des îles Cook, se trouve sur Rarotonga.
Le lagon, large à certains endroits de plusieurs centaines de mètres, s'ouvre sur l'océan par 6 passes récifales dont trois seulement sont navigables :  
- la passe d'Avarua face à l'ancien port ;
- la passe d'Avatiu devant le nouveau port ;
- la passe de Ngatangiia, autrefois appelée Vaikokopu.

## Découpage administratif

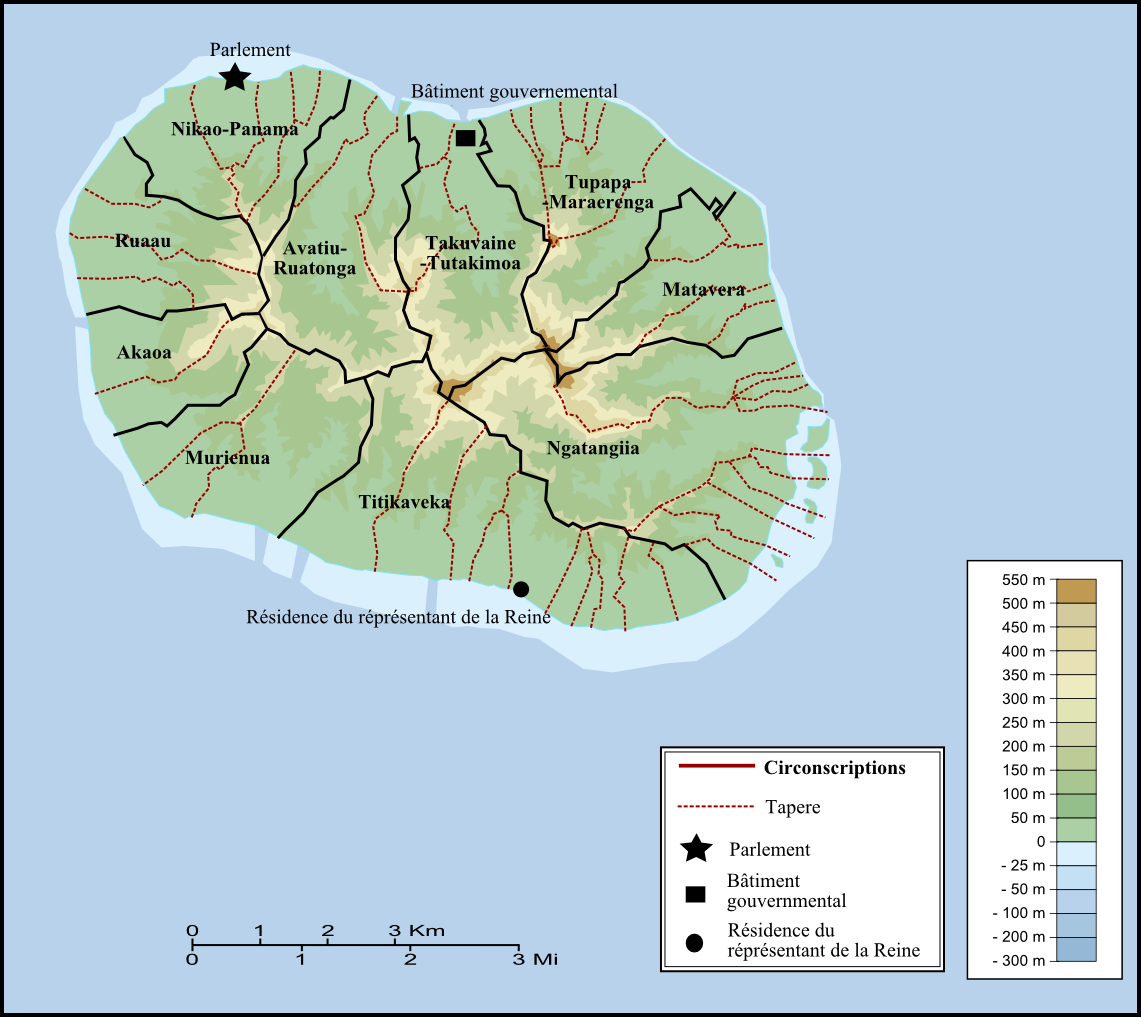
Circonscriptions

Administrativement Rarotonga est découpée en 5 districts et 10 circonscriptions. Ces districts correspondent aux territoires des cinq villages fondés par les missionnaires au XIXe siècle. 
En partant d'Avarua et dans le sens des aiguilles d'une montre, ces districts sont :
- Avarua au nord, où se concentrent aujourd'hui les principaux commerces et bâtiments gouvernementaux, est subdivisé en quatre circonscriptions, d'est en ouest (Nikao-Panama, Avatiu-Ruatonga, cette dernière étant associée à Palmerston, Takuvaine-Tutakimoa et Tupapa-Maraerenga) ;
- Matavera correspondant à la circonscription éponyme ;
- Ngatangiia correspondant à la circonscription éponyme ;
- Titikaveka correspondant à la circonscription éponyme ;
- Arorangi à l'ouest, correspondant aux trois circonscriptions de Murienua, Akaoa et Ruaau.

## Découpage coutumier

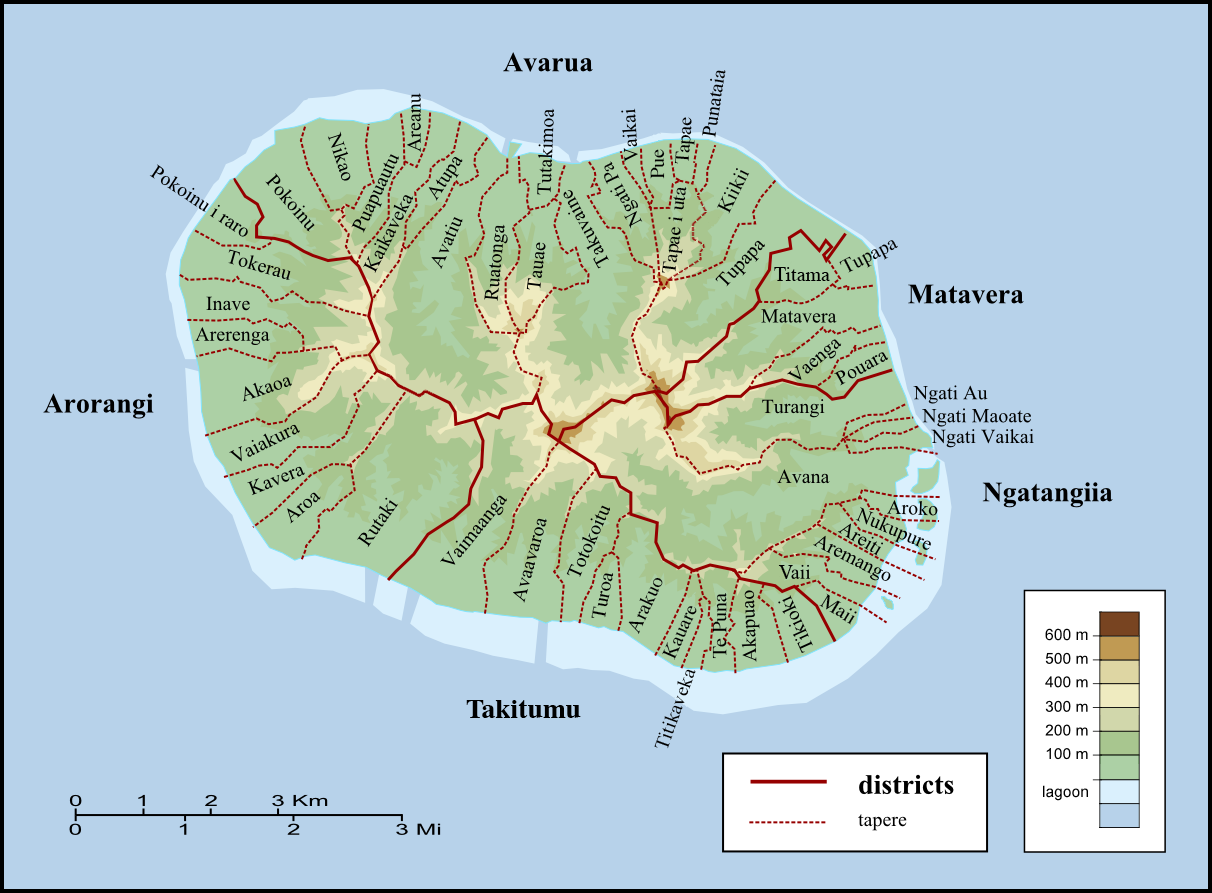
Tapere et districts

L'organisation administrative reprend en grande partie, et à quelques différences près, le découpage coutumier de l'île, qui correspondait aux territoires de trois tribus appelées vaka. En effet, en Polynésie, une vaka ou vaiku, ou encore vaipu correspond à la descendance d'ancêtres arrivés à bord d'une même pirogue. Il est toutefois possible que leur nombre ait été suffisamment important pour mobiliser une flotte entière de pirogues : les termes susmentionnés signifiant également « pirogue ». À la tête de chaque vaka se trouvent un ou plusieurs Ariki (« grand guerrier » ou « roi »). Le territoire de chaque tribu est à son tour divisé en tapere communément appelés clans et dirigés selon les cas par un mataiapo ou un rangatira. Les mataiapo comme les ariki peuvent être à la tête de plusieurs tapere ou tout au moins propriétaires fonciers de parcelles de terres (kainga) situées sur différents tapere.
- Teauotonga (Te Au O Tonga) correspond au district d'Avarua bien que ses frontières aient évolué avec le temps. À la tête de la tribu, trois chefferies se partagent le pouvoir avec par ordre d'importance coutumière Makea Nui Ariki, Makea Karika Ariki, Makea Vakatini Ariki[3]. La tribu est partagée de nos jours en 19 tapere[4] bien qu'il semble que traditionnellement leur nombre n'ait pas dépassé 15.

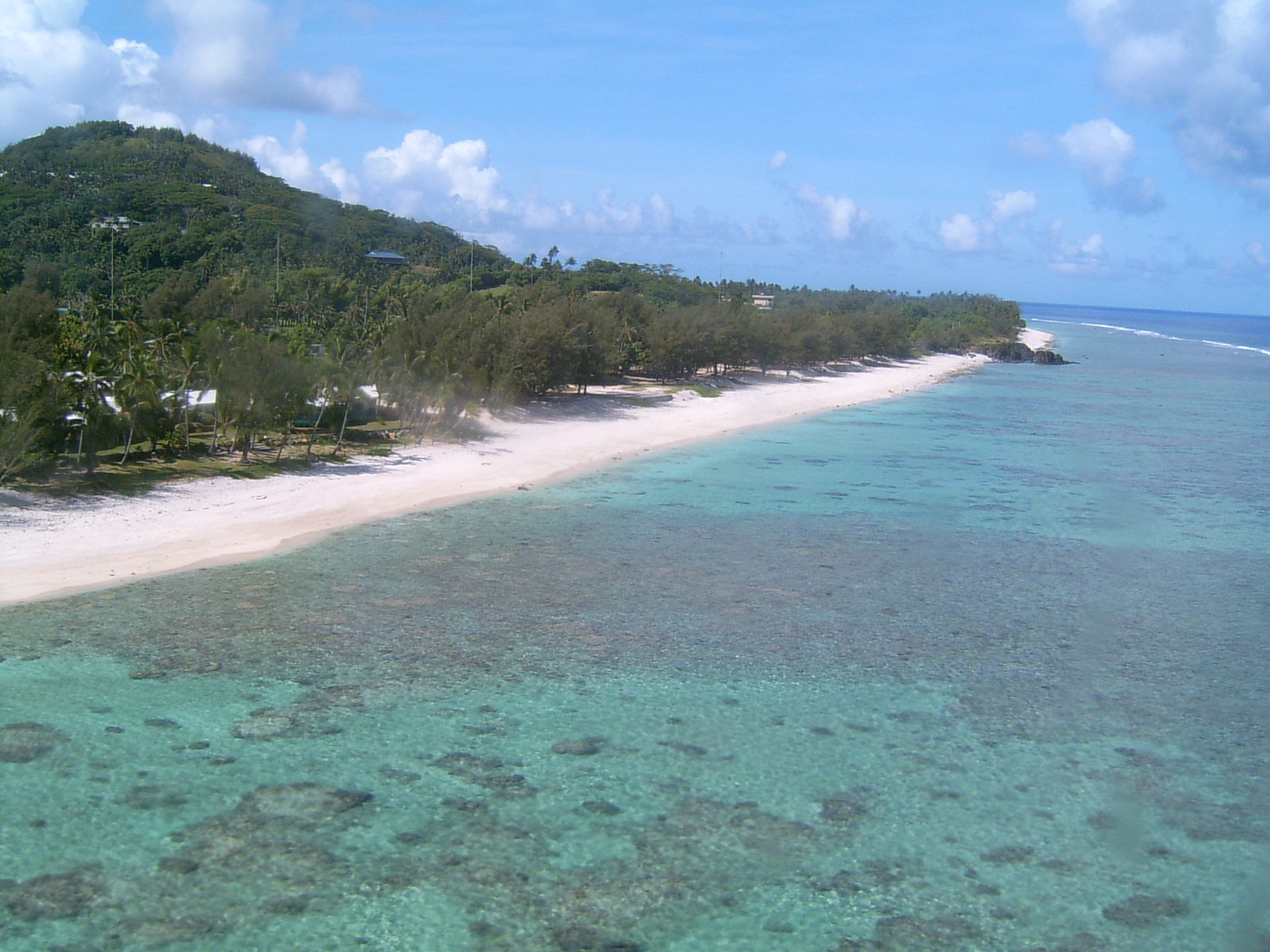
Blackrock (Tuoro), frontière traditionnelle entre Puaikura et Teauotonga

Ce sont majoritairement des rangatira qui se trouvent à la tête de ces tapere, bien qu'il y ait également quelques Mataiapo qui probablement faisaient autrefois partie de Takitumu, ces derniers ayant changé d'allégeance au cours du XIXe siècle.  
- La tribu de Takitumu correspond aux actuels districts de Matavera (autrement appelé Rangiatea), Ngatangiia et Titikaveka. Souvent décrite comme une "confédération de tribu", le pouvoir y est moins centralisé que dans les deux autres vaka. À sa tête, les deux chefs ont le titre Pa Ariki et de Kainuku Ariki. Takitumu se subdivise en 27 tapere.
- La tribu de Puaikura correspond au district d'Arorangi. Elle comprend 9 tapere, 3 pour chacune des circonscriptions actuelles. Son chef porte le titre de Tinomana Ariki. La frontière traditionnelle entre Teauotonga et Puaikura est un rocher basaltique s'enfonçant dans le lagon au nord-ouest de l'île appelé Blackrock, Tuoro en māori (cf.photo).

## Transports
L'île est desservie par l'Aéroport international de Rarotonga.

## Aire protégée
Une aire protégée de 155 ha a été mise en place en 2018 au sud-est de l'île.

## Histoire

### Période pré-européenne

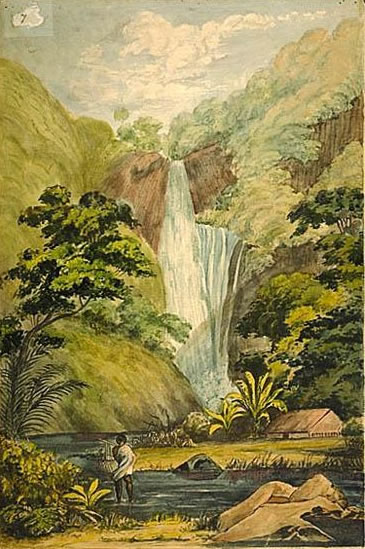
Cascade de Papua dans le sud de Rarotonga dans les années 1830.

L'archéologie et la tradition orale sont les meilleures sources concernant cette période. Néanmoins leur interprétation peut s'avérer complexe d'autant qu'à Rarotonga les versions sont multiples et bien souvent contradictoires, variant selon l'origine tribale des narrateurs originaux et les circonstances d'énonciation. Ces récits sont encore source de débats et de polémiques, étant liés à des problèmes fonciers toujours d'actualité. 
L'île aurait été peuplée dès le IXe siècle par une population que la tradition orale désigne sous le nom de Tongaiti ou tangata enua (« hommes de la terre »), et qui selon certaines généalogies, serait originaire des Tuamotu. Parmi les traces archéologiques les plus anciennes, la route circulaire connue sous le nom de Te Ara o Toi (« la route de Toi », du nom de son initiateur, qui remonterait à 1050 d'après la datation au carbone 14). Certains tronçons correspondent à l'actuelle route circulaire à flanc de montagne Ara Metua (« route des ancêtres »), à ne pas confondre avec Te Ara Tapu, « la route du rivage ».
Au milieu du XIIIe siècle, Rarotonga va connaître une double vague de migrations, à l'origine des trois grandes tribus actuelles : 
- L'une viendrait des Samoa et plus particulièrement des îles Manu'a (aux Samoa américaines). À la tête de cette grande pirogue, un certain Karika serait le fondateur du vaka de Teauotonga.
- L'autre, conduite par Tangi'ia, serait originaire de Faaa à Tahiti. Tangi'ia aurait dû fuir son île natale à la suite d'une querelle avec son frère Tutapu. Lors de son errance dont le parcours varie selon les versions, il rencontra un certain 'Iro, ancêtre mythique que l'on retrouve dans la plupart des traditions de Polynésie orientale sous la forme Whiro (Nouvelle-Zélande), Hiro (îles de la Société) ou Hilo (Hawai'i), et dont il adopta le fils Pa. À Mauke, il rencontra Karika avec qui il fit alliance, probablement matrimoniale, en épousant la fille de Karika : Mokoroa ki Aitu, ou en lui donnant l'un de ses fils comme mari. Les deux Tangi'ia et Karika se rendirent ensuite à Rarotonga chacun de leur côté[6]. Tutapu poursuivit son frère Tangi'ia jusque-là, mais il se fit surprendre par l'alliance avec Karika et fut tué dans la bataille. Tangi'ia s'installa à l'est de l'île où il fonda le vaka de Takitumu qui était également le nom de sa pirogue. Il y fit alliance avec un Tongaitien, Kainuku, qui obtint ainsi également le titre d’ariki. Pa, l'enfant (adoptif) de Tangi'ia, lui succéda à son décès.
- Puaikura, la troisième tribu à l'ouest de l'île, aurait été fondée plus tardivement par un certain Tinomana Napa[7] qui aurait été chassé de Takitumu. Certains récits font de Tinomana le descendant biologique de Tangi'ia et dont le pouvoir aurait donc été usurpé par les Pa.

Rarotonga a sans doute par la suite connu d'autres vagues de migration en provenance d'Aitutaki, Atiu, de même que des Rarotongiens s'installèrent dans ces îles avec qui les contacts étaient plus fréquents que l'historiographie le laisse souvent supposer. Parmi ces migrations, on compte les Uritaua rangatira qui vivent le long de la vallée de l'Avatiu et qui s'y seraient installés aux alentours de 1600.

### Le passage des premiers navires européens

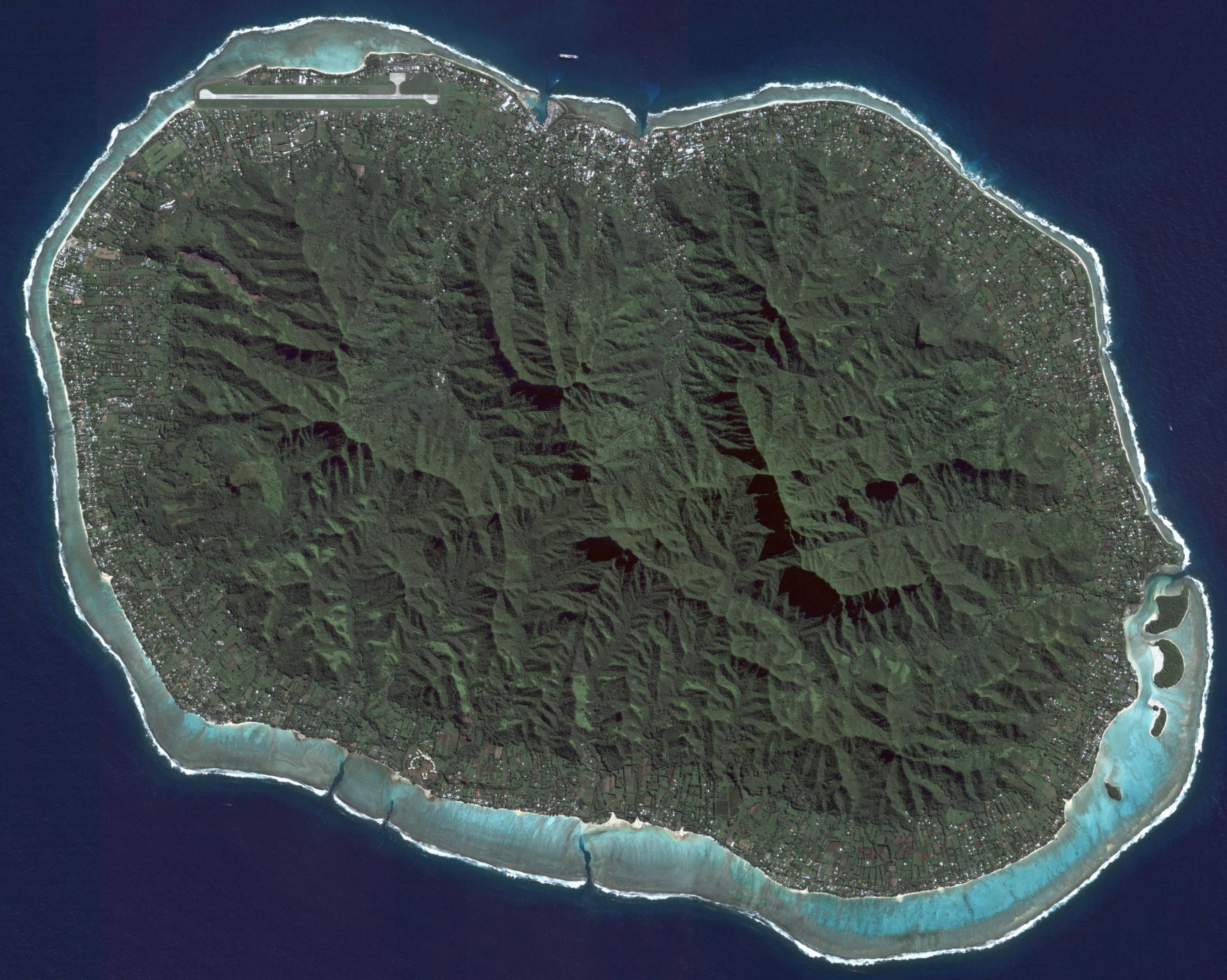
Image satellite de l'Île

Le premier passage avéré d'un navire européen est celui du santalier Cumberland du capitaine Philip Goodenough (Kurunaki pour les Rarotongiens) qui en 1814 fit une escale de près de trois mois à Rarotonga. Plusieurs récits oraux évoquent également le passage d'autres navires européens, non identifiés. Selon une tradition de Takitumu, un navire pirate du nom de Kona se serait échoué dans la passe de Ngatangiia à une date indéterminée. Seul le capitaine, un certain Koni et trois membres d'équipage auraient survécu. Durant leur séjour sur l'île, ils auraient été accueillis par Kainuku Ariki, à son koutu (siège de la chefferie, où vivaient l'ariki et ses proches) de Vaerota (vallée de l'Avana). Une nuit, les quatre hommes auraient volé une pirogue et se seraient enfuis avec elle.
De même que pour Mangaia, une autre tradition évoque le passage de la Bounty. Le journal du Capitaine Bligh ne fait quant à lui référence qu'à l'île d'Aitutaki en date du 11 avril 1789, soit 17 jours avant la mutinerie ayant eu lieu au large de Tonga. Il se peut donc que Fletcher Christian et les siens aient fait une escale de quelques jours sur Rarotonga alors qu'ils rentraient sur Tahiti, ou lorsqu'ils en repartirent à la recherche d'une nouvelle île où s'installer. Cette hypothèse repose entre autres sur le témoignage du récit de Maretu publié à la fin des années 1970 et qui évoque un certain Makare identifié comme étant Mc Coy. Toujours est-il que lors de ce séjour, un certain Maia aurait dérobé au navire une boîte contenant des oranges, ce qui selon la tradition constituerait l'introduction de ce fruit qui devait au cours du XXe siècle jouer un rôle économique important pour Rarotonga.
En septembre ou octobre 1813, le capitaine Theodore Walker qui effectuait la traversée entre Tahiti et Sydney déclara à son retour avoir découvert une île qui selon ses dires regorgeait de bois de santal. La « Compagnie du Santal » décida alors d'affréter le Cumberland avec à sa tête Philip Goodenough afin d'aller y récolter le précieux bois. L'équipage était composé de marins européens, indiens, tahitiens ainsi que deux Maori de Nouvelle-Zélande, Tupe et Veretini. En mai 1814, le Cumberland arriva en vue des côtes de Rarotonga. Goodenough tenta tout d'abord de débarquer par la passe de Ngatangiia, mais les insulaires se montrant hostiles, il dut renoncer à son projet et remonta plus au nord jusqu'à la passe d'Avarua. L'accueil y fut plus chaleureux et l'expédition put s'y installer. Après une semaine de vaines recherches, Kurunaki constata que l'île ne possédait pas comme il l'espérait de bois de santal. Par contre, il nota la présence de Morinda Citrifolola ou noni qu'il pensait pouvoir être utilisé comme teinture. Les arbres étant plus nombreux à Ngatangiia, l'équipage s'y installa, Pa Ariki et Kainuku Ariki ayant finalement accepté de les accueillir dans leur tribu. Ils y restèrent en tout trois mois, période qui fut émaillée de fréquents incidents avec les insulaires. Ceux-ci débutèrent lorsque deux membres d'équipage, George Strait et William Travis, volèrent des noix de coco dans la réserve de Makea Tinirau à son koutu d'Araitetonga. Celui-ci demanda alors à son meilleur guerrier Rupe de venger l'affront. Il tua les deux voleurs ainsi que Ann Butcher, la petite amie de Goodenough, et Veretini, l'un des deux Māori de Nouvelle-Zélande. Goodenough lança alors une expédition punitive qui fit deux morts, un insulaire et Tupe, l'autre Maori de Nouvelle-Zélande qui avait pris fait et cause pour les Rarotongiens. Craignant de nouvelles représailles, une partie des habitants de l'île se réfugia dans la montagne. Ce n'est que lorsque les cales du Cumberland furent pleines de nono, que Goodenough donna l'ordre de hisser les voiles, au grand soulagement des insulaires. Entretemps se seraient embarquées, ou, selon les versions, auraient été enlevées, deux filles de chefs Tapairu  et Mata Kavau. Tapairu serait la fille de Rupe et Mata Kavaau, celle de Kainuku Tamoko, l'un des deux ariki de la tribu de Takitumu. Elles devaient être déposées quelques jours plus tard sur l'île d'Aitutaki.

### La guerre civile entre Takitumu et Teauotonga/Puaikura (1817-1822)

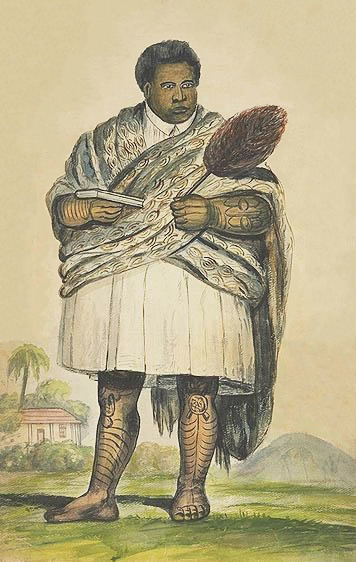
Makea Pori, Ariki de Teauotonga de 1823 à 1839, la Bible dans une main et son éventail de chef dans l'autre

Les causes de ce conflit semblent quelque peu obscures. Néanmoins les premières tensions apparurent à la suite d'insultes proférées à l'encontre de Pa te pou et Kainuku Tamoko, les deux ariki de Takitumu, au karioi  de Titama. Titama est l'un des tapere de Matavera dont certains mataiapo bien que faisant historiquement partie du vaka Takitumu s'étaient rapprochés des Makea. Les deux chefs auraient été traités de kakatea, nom d'une plante symbolisant l'absence de courage, d'ikoko, littéralement maigrichon et de kopu totara, terme qui désigne un vantard, un fanfaron, en référence au ventre (kopu) du poisson porc-épic (totara) qui se gonfle d'eau pour effrayer ses adversaires. Insultes qui leur furent rapportées. Pour faire amende honorable auprès des deux chefs offensés, les Makea envoyèrent au nom de leurs alliés de Matavera une délégation à Vaerota, le koutu de Kainuku pour y déposer des offrandes sur le marae consacré à Tangaroa. Mais ils en furent promptement chassés, rendant inévitable le conflit ouvert. 
Les hostilités furent déclenchées quelques semaines plus tard, à la suite du décès d'un des sept mataiapo de Ngatangiia, Manavaroa. Kainuku décida de prendre sa veuve comme troisième épouse. Peu de temps après, la pauvre femme également convoitée par Makea Pori, le fils de l'ariki en titre de Teauotonga, Makea Tinirau, fut enlevée par celui-ci. Cela entraîna une première série de violences qui obligea les Makea à se réfugier à Puaikura, le troisième vaka de l'île. Une alliance fut nouée avec Tinomana Enuarurutini qui accepta de leur prêter assistance dans leur lutte contre les Takitumu.  

## Traité de Rarotonga
Le traité de Rarotonga, ou traité pour une zone exempte d'armes nucléaires dans le Pacifique sud (South Pacific Nuclear Free Zone Treaty) est un traité signé sur l'île le 6 août 1985 et visant à créer une zone d'exclusion des armes nucléaires dans le Pacifique sud. Les États signataires sont l'Australie, les Îles Cook, les Fidji, les Kiribati, Nauru, la Nouvelle-Zélande, Niue, la Papouasie-Nouvelle-Guinée, les Îles Salomon, les Samoa, les Tonga, les Tuvalu et le Vanuatu.